# 1. HKL 1992.
Prva hrvatska košarkaška liga za 1992. godinu.
Izvorno se trebala igrati sezonski 1991./1992., ali je zbog izrazito teškog ratnog stanja zbog srpsko - crnogorske agresije na Hrvatsku, bilo nemoguće održavati športska natjecanja diljem Hrvatske, što nije zaobišlo ni košarku.

Brojni klubovi svoje utakmice nisu igrali na svom terenu zbog toga što su im matične gradove okupirale srpske snage, a mnogi nisu jer su im igrališta bila preblizu bojišnice, odnosno, zbog čestih uzbuna zbog raketno - topničkih napada na matične gradove, morali su igrati na drugim igralištima.

Nakon što se situacija na bojištima smirila, ponajviše zbog žilave hrvatske obrane i protunapadnih akcija, u kojima je oslobođen dio države, pristupilo se organiziranju športskih natjecanja.

## Sudionici
Sudionici A-1 lige
- Osijek - Osijek
- Slobodna Dalmacija - Split
- Šibenik - Zagreb Montaža - Šibenik
- Zadar - Zadar
- Cibona - Zagreb
- Zagreb - Zagreb

Igrali u doigravanju temeljem plasmana u A-2 ligi
- Gradine - Pula
- Kvarner - Rijeka
- Omiš - Omiš
- Dalvin - Split
- Dubrava - Zagreb
- Industromontaža - Zagreb

## Natjecateljski sustav
U prvom dijelu šest klubova igra dvokružnu ligu, a potom je slijedilo doigravanje u koje su ušli svih šest klubova, te po dva najbolja iz svake skupine A-2 lige.

## Rezultati

### Ligaški dio
| rezultati                         | CIB     | ZAD   | SLD     | ZGB     | ŠZM    | OSI    |
| --------------------------------- | ------- | ----- | ------- | ------- | ------ | ------ |
| KK Cibona Zagreb                  | CIB     | 91:88 | 87:76   | 92:86   | 101:91 | 116:84 |
| KK Zadar Zadar                    | 98:74   | ZAD   | 87:85   | 95:80   | 99:78  | 113:87 |
| KK Slobodna Dalmacija Split       | 90:93   | 86:77 | SLD     | 84:75   | 106:90 | 115:72 |
| KK Zagreb Zagreb                  | 81:94   | 84:82 | 72:83   | ZGB     | 91:78  | 95:85  |
| KK Šibenik Zagreb montaža Šibenik | 111:103 | 84:97 | 101:99p | 104:117 | ŠZM    | 99:83  |
| KK Osijek Osijek                  | 82:134  | 72:99 | 58:111  | 68:107  | 83:105 | OSI    |

Napomena: p - Rezultat utakmice nakon produžetka

#### Poredak A-1 Lige
| Mj. | Klub                     | Ut | Pb | Pz | Koševi   | Bod |
| --- | ------------------------ | -- | -- | -- | -------- | --- |
| 1.  | Cibona Zagreb            | 10 | 8  | 2  | 985:887  | 18  |
| 2.  | Zadar                    | 10 | 7  | 3  | 935:821  | 17  |
| 3.  | Slobodna Dalmacija Split | 10 | 6  | 4  | 935:812  | 16  |
| 4.  | Zagreb                   | 10 | 5  | 5  | 898:865  | 15  |
| 5.  | Šibenik Zagreb Montaža   | 10 | 4  | 6  | 941:979  | 14  |
| 6.  | Osijek                   | 10 | 0  | 10 | 774:1044 | 10  |

Rezultati po kolima:
Cibona - Osijek   116 - 84   ( 54 - 44 )
Cibona:   Sunara, Radulović 29 ( 2-4 ), 15 ( 4-4 ), Čutura 12 ( 4-4 ) 
Alanović 26 ( 2-2 ), Cvjetičanin 2, Knego 8, Alihožić 17 ( 7-8 ),
Sobin 5 ( 1-2 ), Arapović 2
Osijek: Hrgović 16 ( 4-4 ), Terzić, Duvnjak 12, Sušac 4, Kardum 8,
Jurić 3, Zgonjanin, Dogan 13 ( 1-1 ), Tomić 8, Maglica 16, 
Jovanović, Tankosić 4.

Zagreb - Osijek   95 - 85   ( 49 - 47 )
Zagreb:   Vukičević 4, Gnjidić 3 ( 1-2 ), Anzulović 15 ( 2-4 )
Krunić 4 ( 2-2 ), Žurić 24 ( 8-9 ), Zadravec, Vulić 18 ( 0-1 )
Lukačić, Perica, Poljak 25 ( 5-5 )
Osijek: Hrgović 8 ( 2-2 ), Duvnjak 15 ( 7-7 ), Jovanović, Sušac 8 ( 0-2 ), 
Kardum 19 ( 5-5 ), Tomić 13 ( 0-1 ), Maglica 8, Dogan 12 ( 6-6 ), 
Jurić, Zgonjanin,Tankosić 2.

Osijek - Slobodna Dalmacija   58 - 111   ( 23 - 50 )
Osijek: Hrgović 14 ( 6-10 ), Duvnjak 8 ( 4-5 ), Jovanović, Sušac 2, 
Kardum 6, Tomić, Maglica 15 ( 1-2 ), Dogan 8 ( 6-6 ), Barić,
Jurić 4 ( 0-2 ), Zgonjanin,Tankosić 2.
Slobodna Dalmacija:  Vranković 5 ( 3-4 ), Perasović 32 ( 6-10 )
Voloder 2, Videka, Lovrić 15 ( 3-3 ), Čizmić 9, Vulić, Tvrdić 11 ( 6-6 )
Ivančić 2, Kapov 12, Naglić 23 ( 2-4 ). 

Osijek - Zagreb Montaža -    83 - 105   ( 41 - 49 )
Osijek: Hrgović 4, Duvnjak 18 ( 1-2 ), Jovanović, Sušac,
Kardum 19 ( 2-3 ), Tomić 9, Maglica 15, Dogan 9 ( 3-4 ), Barić,
Jurić, Zgonjanin 9 ( 3-4 ),Tankosić.
Zagreb Montaža:Jurić 25 ( 7-7 ), Gulin 3, Vlaić 2, Šarin, 
Popović 4, Kalpić 1 ( 1-2 ), Seper, Badžin 16 ( 5-8 ), Šarić 36 ( 12-13 )
Maleš, Slavica 18 ( 6-10 )

Osijek -  Zagreb 68 - 107   ( 39 - 53 )
Osijek: I. Hrgović 18 ( 2-2 ), Duvnjak 7, Jovanović, Sušac 10 ( 0-1 ), 
Kardum 17 ( 2-2 ), Barić, Magćlica 10, Dogan 4 ( 2-4 ), D. Hrgović,
Jurić ( 0-1 ), Zgonjanin 2  ( 0-1 ),Tankosić.
Zagreb: Vukičević 17 ( 3-4 ), Gnjidić 12 ( 3-3 ), Anzulović 4 ( 1-2 )
Krunić 6 ( 2-2 ), Žurić 13 ( 7-8 ), Zadravec 11 ( 6-7 ), Vulić 12.
Lukačić 13 ( 5-5 ), Perica 2, Poljak 17 ( 1-3 )

Zadar - Osijek 113 - 87   ( 54 - 38 )
Zadar: Pahlić, Gregov 4, Popović 9, Kelečević 13, Bulić, 
Šarlija 26, ( 2-3 ), Blažević, Ćurguz, Petranović 10 ( 2-2 ),
Komazec 43 ( 8-10 ), Ridl 8.
Osijek: Hrgović 22 ( 4-6 ), Duvnjak 22 ( 8-9 ), Sušac 7 ( 3-3 ), 
Kardum 15 ( 2-2 ), Tomić 5 ( 3-4 ), Maglica 16 ( 2-2 ), Dogan,
Jurić, Zgonjanin,Tankosić.

A-2 LIGA 1992.
A skupina
```
1. Dalvin Split      8  8  0  16 *
2. Omiš              8  4  4  12 *   
3. Solin             8  3  5  11
4. Jug Dubrovnik     8  3  5  11
5. Alkar Sinj        8  2  6  10
```

B skupina
```
1. Kvarner Rijeka            8  7  1  15 *
2. Gradine Pula              8  6  2  14 *
3. Tuškanac Zagreb           8  5  3  13
4. Brajda Rijeka             8  2  6  10
5. Željezničar Karlovac      8  0  8   8
```

C skupina
```
1. Industromontaža Zagreb           8  8  0  16 *
2. Dubrava Zagreb                   8  4  4  12 *
3. Maksimir Zagreb                  8  4  4  12
4. Oriolik Jasinje Slavonski Brod   8  3  5  11
5. Čakovec                          8  1  7   9
```

### Doigravanje
| 1. krug / osmina završnice | prva utakmica | uzvrat | ukupno    |
| -------------------------- | ------------- | ------ | --------- |
| Dubrava - Šibenik ZM       | 81:89         | 86:114 | (167:203) |
| Gradine - Osijek           | 86:84         | 74:74  | (160:158) |
| Omiš - Dalvin              | 74:88         | 109:99 | (183:187) |
| Kvarner - Industromontaža  | 83:98         | 82:85  | (165:183) |

| 2. krug / četvrtzavršnica    | prva utakmica | uzvrat | ukupno    |
| ---------------------------- | ------------- | ------ | --------- |
| Šibenik ZM - Zagreb          | 95:110        | 85:114 | (180:224) |
| Gradine - Slobodna Dalmacija | 81:99         | 86:87  | (167:186) |
| Dalvin - Zadar               | 56:101*       | 79:121 | (135:222) |
| Industromontaža - Cibona     | 77:94         | 76:105 | (153:199) |

napomena: * Utakmica prekinuta u 31. minuti
| 3. krug / poluzavršnica    | prva utakmica | druga utakmica | treća utakmica | ukupno |
| -------------------------- | ------------- | -------------- | -------------- | ------ |
| Zagreb - Cibona            | 94:93         | 84:90          | 77:92          | (1:2)  |
| Slobodna Dalmacija - Zadar | 102:98        | 75:101         | 74:81          | (1:2)  |

| Poluzavršnica za 5. mjesto   | prva utakmica | uzvrat | ukupno    |
| ---------------------------- | ------------- | ------ | --------- |
| Industromontaža - Šibenik ZM | 91:100        | 98:107 | (189:207) |
| Gradine - Dalvin             | 95:78         | 91:88  | (186:166) |

| završnica za 5. mjesto | prva utakmica | uzvrat | ukupno |
| ---------------------- | ------------- | ------ | ------ |
| Gradine - Šibenik ZM   | 67:90         | 0:2 bb |        |

| završnica za 3. mjesto      | prva utakmica | uzvrat | ukupno    |
| --------------------------- | ------------- | ------ | --------- |
| Zagreb - Slobodna Dalmacija | 83:107        | 73:83  | (156:190) |

| 4. krug / završnica | prva utakmica | druga utakmica | treća utakmica | ukupno |
| ------------------- | ------------- | -------------- | -------------- | ------ |
| Zadar - Cibona      | 105:118       | 85:84          | 80:87          | (1:2)  |

## Prvaci
Košarkaški klub Cibona (Zagreb): Ivan Sunara, Zdravko Radulović, Veljko Mršić, Zoran Čutura, Vladan Alanović, Danko Cvjetičanin, Andro Knego, Dževad Alihodžić, Marko Šamanić, Goran Sobin, Franjo Arapović, Davor Pejčinović (trener: Aleksandar Petrović)

## Klubovi u međunarodnim natjecanjima
- Europska liga
  - Slobodna Dalmacija, Split
  - Cibona, Zagreb
- Kup Radivoja Koraća
  - Zadar, Zadar
- McDonald's Championship
  - Slobodna Dalmacija, Split
- Torneo Internacional de Baloncesto ACEB[1]
  - Slobodna Dalmacija, Split

## Poveznice
- A-2 Hrvatska košarkaška liga 1992.
- Košarkaški Kup Hrvatske 1992.